# Арагонский язык
Араго́нский, или нава́ррско-араго́нский язы́к (aragonés, navarroaragonés) — романский язык, который ранее был распространён в королевстве Арагон на территории современной Испании. 
В настоящее время им владеет около 12 000 человек (30 000 как вторым) — в основном в северном Арагоне, в провинции Уэска (Собрарбе и Рибагорса), а также в некоторых комарках Сарагосы.

## Вопросы классификации
Индоевропейские языки
- Италийские языки
  - Романские языки
    - Иберо-романские языки
      - Пиренейско-мосарабские языки
        - Пиренейские языки
          - Арагонский язык

## Современное положение

### Ареал и численность

Зона распространения арагонского языка выделена красным

Арагонский язык распространён, в основном, в долинах арагонских Пиренеев. Зоны, в которых можно говорить о наличии арагонского языка (а не диалекта испанского): долина Бьельса, Айербе, Арагуэс, Сомонтано-де-Барбастро, Альто-Гальего, Валье де Тена (исп. Valle de Tena), Собрарбе, Валье де Расаль (исп. Valle de Rasal), Хасетания, Сомонтано де Уэска (исп. Somontano de Huesca), Валье де Брото и Валье де Канфранк.

### Диалекты
- Западные диалекты: ansotano, cheso.
- Центральные диалекты: belsetán, tensino, pandicuto, bergotés.
- Восточные диалекты (переходные к каталанскому и гасконскому): benasqués, grausino, fobano, chistabino, ribagorzano.
- Южные диалекты: ayerbense, semontanés.

### Социолингвистические сведения
В настоящее время арагонский язык не обладает никаким официальным статусом, но существует проект закона, который должен придать арагонскому и каталанскому языкам официальный статус в районах «преобладания» этих языков. Хотя число носителей языка невелико (около 42 000), на нём выпускаются газеты, журналы, книги, имеется несколько сайтов в интернете.

## История
Арагонский язык развился из народной латыни в Пиренеях в VII—VIII вв. под очевидным воздействием баскского субстрата. В Средние века язык назывался наваррско-арагонским, поскольку Арагон находился под властью Наваррского королевства.
Вместе с Реконкистой, или экспансией Арагона на юг, на земли мусульман, арагонский язык распространялся на захваченные территории. XIII—XIV — время наибольшего распространения арагонского языка. После объединения Арагона с графством Барселонским арагонский язык испытал сильное влияние каталанского. Королевская канцелярия использовала в делопроизводстве латынь, каталанский и арагонский языки, а также спорадически окситанский язык.
После установления в 1412 году в Арагоне кастильской династии Трастамара, кастильский язык быстро превратился в язык двора и арагонской аристократии. Городское население и аристократия стали первыми очагами кастильянизации, превратившей арагонский язык в «язык деревень».
После диктатуры Франко началось возрождение арагонского языка, ознаменовавшееся созданием ассоциаций, занимающихся сохранением и развитием языка, принимаются попытки стандартизации диалектов и орфографии.

## Лингвистическая характеристика

### Фонетика и фонология
Отличительные черты арагонского языка:
- Как и в испанском, дифтонгизация O и E ([we] и [je]), VET’LA > biella (исп. vieja, кат. vella, «старая»)
- Потеря безударного конечного -E, GRANDE > gran (исп. grande, кат. gran, «большой»)
- В отличие от кастильского, сохранение начального F-, FILIU > fillo (исп. hijo, кат. fill, «сын»)
- GE-, GI-, I- превращаются в аффрикату ch [ʧ], IUVEN > choben (исп. joven, кат. jove, «молодой»), GELARE > chelá(r) (исп. helar, кат. gelar, «морозить»)
- Как в окситанском и галисийско-португальском, романские -ULT-, -CT- переходят в [jt], FACTU > feito (исп. hecho, кат. fet, «факт»)
- Превращение -X-, -PS-, SCj- в шипящий фрикативный ix [ʃ], COXU > coixo (исп. cojo, кат. coix, «хромой»)
- В отличие от кастильского испанского, -Lj-, -C’L-, -T’L- дают ll [ʎ], MULIERE > mullé(r) (исп. mujer, кат. muller, «женщина»)
- Латинский -B- сохраняется в окончаниях имперфекта изъявительного наклонения во втором и третьем спряжении: teniba (исп. tenía, кат. tenia, «имел, имела, имело»)

### Гласные
|                | Передние | Средние | Задние |
| -------------- | -------- | ------- | ------ |
| Верхние        | i        |         | u      |
| Средне-верхние | e        |         | o      |
| Нижние         |          | a       |        |

| Звук | Пример                        | Звук | Пример                      |
| a    | aliga [a'liɣa], «орёл»        | o    | bocha ['boʧa], «сумка»      |
| u 1  | luz [luθ], «свет»             | i ²  | coxín [koʃ'in], «подушечка» |
| e    | corredor [koreðoɾ], «коридор» |      |                             |

1 В составе дифтонга — [w]. Autogubierno [awtoɣu'bjeɾno] — «самоуправление». 
² В составе дифтонга — [j]. Unión [un'jon] — «союз».

### Согласные
|          | Губно- губные | Губно- губные | Губно- зубные | Губно- зубные | Зубные | Зубные | Альвеол. | Альвеол. | Пост- альвеол. | Пост- альвеол. | Палат. | Палат. | Велярные | Велярные |
| -------- | ------------- | ------------- | ------------- | ------------- | ------ | ------ | -------- | -------- | -------------- | -------------- | ------ | ------ | -------- | -------- |
| Взрывные | p             | b             |               |               | t      | d      |          |          |                |                |        |        | k        | g        |
| Носовые  | m             | m             | ɱ             | ɱ             | n      | n      | n        | n        | n              | n              | ɲ      | ɲ      | ŋ        | ŋ        |
| Фрикат.  |               |               | f             | f             | θ, ð   | θ, ð   | s, z     | s, z     | ʃ              | ʃ              | ʝ      | ʝ      | ɣ        | ɣ        |
| Аффр.    |               |               |               |               |        |        |          |          | ʧ              | ʧ              |        |        |          |          |
| Аппрокс. |               |               |               |               |        |        |          |          |                |                | j      | j      | w        | w        |
| Дрожащие |               |               |               |               | r      | r      | r        | r        | r              | r              |        |        |          |          |
| Одноуд.  |               |               |               |               | ɾ      | ɾ      | ɾ        | ɾ        | ɾ              | ɾ              |        |        |          |          |
| Латер.   |               |               |               |               | l      | l      | l        | l        | l              | l              | ʎ      | ʎ      |          |          |

| Фонема | Пример                                          | Фонема | Пример                                  |
| b      | baca ['baka], «корова»                          | d 1    | diners ['dines], «деньги»               |
| f      | fierro ['fjero], «железо»                       | g ²    | grixola [gɾi'ʃola], «красная смородина» |
| ʝ      | maye ['maʝe], «бабушка»                         | k      | boca ['boka], «рот»                     |
| l      | glarima [gla'ɾima], «слеза»                     | m      | man [man], «рука»                       |
| n ³    | alministrador ['alministɾadoɾ], «администратор» | ɲ      | pestaña [pes'taɲa], «ресница»           |
| p      | pie [pje], «нога»                               | ɾ      | sangre ['saŋgɾe], «кровь»               |
| r      | carrasca [ka'raska], «дуб»                      | s 4    | musclo ['musklo], «мускул»              |
| t      | bezicleta [beθi'kleta], «велосипед»             | θ      | reboluzión [rebolu'θjon], «революция»   |
| ʎ      | muller [mu'ʎeɾ], «женщина»                      | ʃ      | ixemplo [i'ʃemplo], «пример»            |
| ʧ      | chirmán [ʧiɾ'man], «брат»                       |        |                                         |

1 Фонема /d/ встречается только в начале фразы и после фонем /n/ и /l/, в остальных позициях аллофон [ð]. dido ['diðo] («палец»), o dido [o'ðiðo] (o — определённый артикль). 
² /g/ встречается в тех же позициях, что и d, в остальных случаях реализуется как [ɣ]. granota [gra'nota] («лягушка»), tortuga [toɾ'tuɣa] («черепаха»). 
³ /n/ имеет 3 аллофона [ŋ] (перед велярными согласными [k] и [g]), [ɱ] (перед [f]) и [n] (в остальных позициях). luenga ['lweŋga] 
 («язык»), confianza [koɱ'fjanθa] («доверие»), animal [ani'mal] («животное»). 
4 Перед [r] и [m] — [z]. Israel [iz'rael] (Израиль), comunismo [komu'nizmo] («коммунизм»).

## Пример текста
Пример текста Отче наш на арагонском и испанском языках.

### Арагонский
Pai nuestro, que yes en o zielo, satificato siga o tuyo nombre, bienga ta nusatros o reino tuyo y se faiga la tuya boluntá en a tierra como en o zielo. O pan nuestro de cada diya da-lo-mos güei, perdona las nuestras faltas como tamién nusatros perdonamos a os que mos faltan, no mos dixes cayer en a tentazión y libera-mos d’o mal. Amén.

### Испанский
Padre nuestro que estás en el Cielo, santificado sea tu nombre, venga a nosotros tu Reino, hágase tu voluntad en la Tierra como en el Cielo, danos hoy nuestro pan de cada dia, y perdona nuestras ofensas, como también nosotros perdonamos a los que nos ofenden, no nos dejes caer en tentación, y líbranos del mal. Amén.